# Autoestrada A1 (Itália)
A Autoestrada A1 (também conhecida como Autostrada del Sole, literalmente Autoestrada do Sol,  ou ainda Autosole) é a maior autoestrada da Itália, conectando Milão a Nápoles via Bolonha, Florença e Roma. Com 754 km, foi inaugurada em 1964, durante o mandato do presidente Antonio Segni. Considerada a espinha dorsal rodoviária do país, é também pertencente à rede de estradas europeias, fazendo parte das E35 e E45. É inteiramente gerida pela Autostrade per l'Italia.

## História

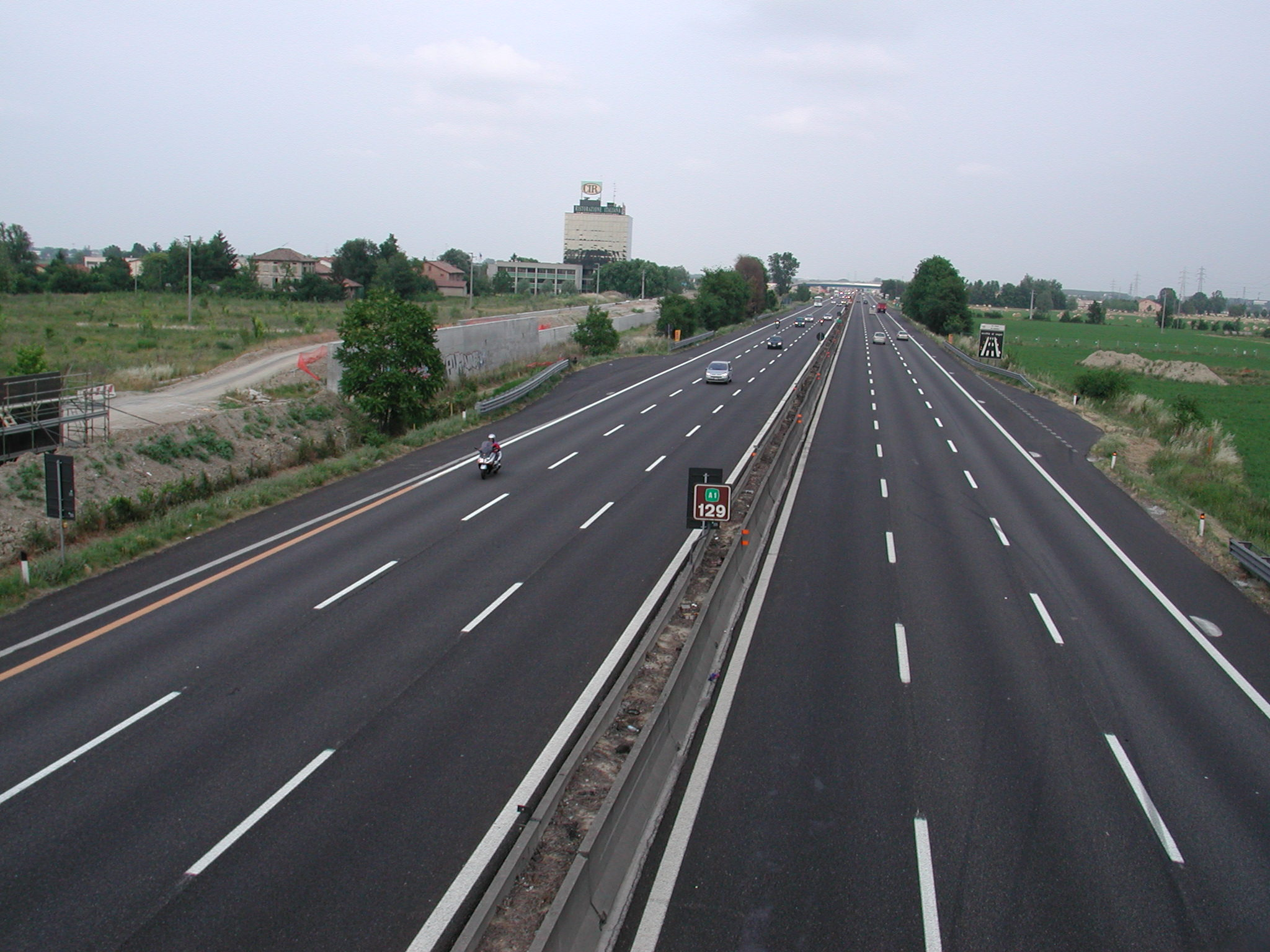
Trecho Milão - Bolonha.

A construção da Autostrada del Sole foi fortemente apoiada pelos governos da década de 1950, a fim de que ela contribuísse para a recuperação da economia nacional. Antes de sua construção, uma viagem comercial por terra entre Nápoles e Milão levava em torno de dois dias. Este cenário levou à necessidade de se ter uma via de rolagem rápida, que encurtasse a conexão entre os dois pontos do país e, portanto, diminuísse o preço final das mercadorias. 
A colocação da pedra fundamental remonta ao 19 de maio de 1956. A primeira parte da construção, o trecho Milão-Parma, foi finalizada em 7 de dezembro de 1958. O segundo segmento, Bolonha-Florença, é concluído em 3 de dezembro de 1960; o terceiro, de Roma a Nápoles, em 22 de setembro de 1962. A autoestrada é completada em 4 de outubro de 1964, com a inauguração do trecho entre Chiusi e Orvieto.
O projeto de construção da A1 foi confiado ao engenheiro Fedele Cova, presidente da Autostrade per l'Italia. Já o estudo de concepção e viabilidade foi realizado pela SISI (Società Iniziative Stradali Italiane) em conjunto com a Agip, FIAT, Italcementi e Pirelli. Os resultados do estudo efetuado pelo engenheiro Francesco Aimone Jelmoni que foram cedidos para a realizadora do projeto, a Italstrade. A construção dos 755 km de autoestrada teve o custo, na época, de 272 bilhões de liras.
Em 1988, com a realização do trecho Fiano Romano - San Cesareo, melhor conhecido como "bretella", as autoestradas A1 Milão - Roma e A2 Roma - Nápoles se tornaram uma única autoestrada, batizada de A1 Milão - Nápoles, sendo que a A2 foi eliminada da classificação das autoestradas italianas. 
A A1 faz parte, no trecho Milão - Roma, da estrada europeia E35 Amsterdã - Roma e, no segmento Roma - Nápoles, da E45 Karesuvanto - Gela.

## Percurso
| A1 MILÃO-NÁPOLES Autostrada del Sole                                   |        |       |           |                  |
| Saída                                                                  | ↓km↓   | ↑km↑  | Província | Estrada Europeia |
| Tangenziale Est San Donato Milanese                                    | -1,6   | 759,6 | MI        |                  |
| Milano Piazzale Corvetto Metanopoli - Vecchia autostrada               | 1,5    | 758,1 | MI        |                  |
| San Giuliano Milanese                                                  | 2,8    | 756,8 | MI        |                  |
| Tangenziale Ovest                                                      | 4,4    | 755,2 | MI        |                  |
| Melegnano Pedágio em sentido a Milão                                   | 8,7    | 750,2 | MI        |                  |
| Pedágio Milano sud                                                     | 8,9    | 749,7 | MI        |                  |
| Área de Serviço "San Zenone"                                           | 15,1   | 745   | MI        |                  |
| Lodi                                                                   | 22,7   | 737   | LO        |                  |
| Casalpusterlengo                                                       | 37,9   | 722   | LO        |                  |
| Área de Serviço "Somaglia"                                             | 43,5   | 716   | LO        |                  |
| Piacenza Nord                                                          | 50,7   | 710   | LO        |                  |
| Turim - Bréscia                                                        | 56,428 |       | PC        |                  |
| Turim - Bréscia                                                        | 57,134 |       | PC        |                  |
| Piacenza Sud                                                           | 58,162 |       | PC        |                  |
| Área de Serviço Bidirezionale "Arda"                                   | 74,3   | 687   | PC        |                  |
| Bréscia Fiorenzuola                                                    | 75,0   | 687   | PC        |                  |
| Fidenza - Salsomaggiore Terme                                          | 91,4   | 670   | PR        |                  |
| La Spezia                                                              | 103,0  | 658   | PR        |                  |
| Parma                                                                  | 110,4  | 651   | PR        |                  |
| Área de Serviço "San Martino"                                          | 115,1  | 646   | PR        |                  |
| Reggio Emilia                                                          | 138,1  | 622   | RE        |                  |
| Brennero                                                               | 156,1  | 605   | MO        |                  |
| Área de Serviço "Secchia"                                              | 157,5  | 604   | MO        |                  |
| Módena Nord                                                            | 158,6  | 603   | MO        |                  |
| Módena Sud                                                             | 171,8  | 589   | MO        |                  |
| Ancona                                                                 | 189,8  | 571   | BO        |                  |
| Tangenziale di Bologna Bolonha Casalecchio - Ancona                    | 196,1  | 565   | BO        |                  |
| Área de Serviço "Cantagallo"                                           | 199    |       | BO        |                  |
| Sasso Marconi                                                          | 207    | 553   | BO        |                  |
| Rioveggio                                                              | 223    | 537   | BO        |                  |
| Pian del Voglio                                                        | 237    | 523   | BO        |                  |
| Área de Serviço "Roncobilaccio"                                        | 242    | 518   | BO        |                  |
| Roncobilaccio                                                          | 242    | 519   | BO        |                  |
| Área de Serviço "Aglio"                                                | 256    | 504   | FI        |                  |
| Barberino                                                              | 262    | 498   | FI        |                  |
| Calenzano - Sesto Fiorentino                                           | 278    | 482   | FI        |                  |
| Área de Serviço "Bisenzio"                                             | 279    | 481   | FI        |                  |
| Pisa Nord                                                              | 280    | 480   | FI        |                  |
| Firenze Nord                                                           | 280    | 480   | FI        |                  |
| Firenze Scandicci SGC FI-PI-LI                                         | 286    | 474   | FI        |                  |
| Firenze Impruneta anterior "Firenze-Impruneta" Siena - Autopalio       | 295    | 465   | FI        |                  |
| Firenze Sud                                                            | 301    | 459   | FI        |                  |
| Área de Serviço "Chianti"                                              | 305    | 455   | FI        |                  |
| Incisa                                                                 | 320    | 440   | FI        |                  |
| Área de Serviço Reggello                                               | 321    | 439   | FI        |                  |
| Valdarno                                                               | 336    | 424   | AR        |                  |
| Arezzo                                                                 | 358    | 402   | AR        |                  |
| Área de Serviço "Badia al Pino"                                        | 362    | 398   | AR        |                  |
| Monte San Savino                                                       | 372    | 388   | AR        |                  |
| Área de Serviço "Lucignano"                                            | 381    | 379   | AR        |                  |
| Valdichiana - Bettolle - Sinalunga Raccordo Siena - Bettolle - Perugia | 385    | 375   | SI        |                  |
| Área de Serviço "Montepulciano"                                        | 395    | 365   | SI        |                  |
| Chiusi - Chianciano                                                    | 410    | 350   | SI        |                  |
| Área de Serviço "Fabro"                                                | 428    | 332   | TR        |                  |
| Fabro                                                                  | 428    | 332   | TR        |                  |
| Orvieto                                                                | 451    | 309   | TR        |                  |
| Área de Serviço "Tevere"                                               | 465    |       | VT        |                  |
| Attigliano                                                             | 479    | 281   | TR        |                  |
| Área de Serviço "Giove"                                                | 481    | 279   | TR        |                  |
| Orte Strada Statale 675 Umbro-Laziale-Viterbo                          | 491    | 269   | VT        |                  |
| Magliano Sabina                                                        | 501    | 259   | RI        |                  |
| Área de Serviço "Flaminia"                                             | 509    | 251   | RM        |                  |
| Ponzano Romano - Soratte                                               | 516    | 244   | RM        |                  |
| Roma Nord - GRA                                                        | 531    | 229   | RM        |                  |
| Área de Serviço "Mascherone"                                           | 536    | 224   | RM        |                  |
| L'Aquila - Teramo                                                      | 562    | 198   | RM        |                  |
| Área de Serviço "Prenestina"                                           | 566    | 194   | RM        |                  |
| Roma Sud - GRA                                                         | 576    | 184   | RM        |                  |
| Valmontone                                                             | 585    | 175   | RM        |                  |
| Colleferro                                                             | 593    | 167   | RM        |                  |
| Anagni - Fiuggi                                                        | 611    | 149   | FR        |                  |
| Área de Serviço "La Macchia"                                           | 613    | 147   | FR        |                  |
| Ferentino                                                              | 619    | 141   | FR        |                  |
| Frosinone                                                              | 624    | 136   | FR        |                  |
| Ceprano                                                                | 644    | 116   | FR        |                  |
| Pontecorvo                                                             | 659    | 101   | FR        |                  |
| Área de Serviço "Casilina"                                             | 660    | 100   | FR        |                  |
| Cassino                                                                | 670    | 90    | FR        |                  |
| San Vittore                                                            | 679    | 81    | FR        |                  |
| Caianello                                                              | 701    | 59    | CE        |                  |
| Área de Serviço "Teano"                                                | 708    | 52    | CE        |                  |
| Capua                                                                  | 729    | 31    | CE        |                  |
| Santa Maria Capua Vetere                                               | 720    | 40    | CE        |                  |
| Caserta Nord                                                           | 734    | 26    | CE        |                  |
| Área de Serviço "San Nicola"                                           | 737    | 23    | CE        |                  |
| Salerno                                                                | 739    | 21    | CE        |                  |
| Pedágio Napoli Nord                                                    | 740    | 20    | CE        |                  |
| Caserta Sud                                                            | 741    | 19    | CE        |                  |
| Pomigliano - Villa Literno Asse di Supporto                            | 743    | 17    | NA        |                  |
| Afrágola - Acerra Asse Mediano                                         | 749    | 11    | NA        |                  |
| Bari                                                                   | 753    | 7     | NA        |                  |
| Casoria - Napoli Nord                                                  | 754    | 4     | NA        |                  |
| Diramazione Capodichino Tangenziale di Napoli                          | 755    | 5     | NA        |                  |
| Área de Serviço "Masseria"                                             | 755    | 5     | NA        |                  |
| Napoli Centro Direzionale SS 162dir                                    | 758    | 2     | NA        |                  |
| Salerno - Reggio Calabria                                              | 760    | 0     | NA        |                  |